# Palczowice
Palczowice – wieś w Polsce, położona w województwie małopolskim, w powiecie oświęcimskim, w gminie Zator.
Prywatna wieś szlachecka położona była w drugiej połowie XVI wieku w powiecie śląskim województwa krakowskiego.

## Nazwa
Nazwę miejscowości w obecnej polskiej formie Palczowice jako własność Mikołaja Myszkowskiego wymienia w latach 1470–1480 Jan Długosz w księdze Liber beneficiorum dioecesis Cracoviensis. Później jednym z właścicieli Palczowa jest kalwinista Zygmunt Palczowski, przedstawiciel rodziny z której pochodził dworzanin Zygmunta III Paweł.
| SIMC    | Nazwa       | Rodzaj     |
| ------- | ----------- | ---------- |
| 0076820 | Rabusiowice | przysiółek |

## Historia
- 1498 – zakończenie budowy jodłowego kościoła parafialnego;
- własność Sykstusa Lubomirskiego[9]
- 1894 – zakończenie budowy i konsekrowanie zabytkowego drewnianego kościoła parafialnego pw. św. Jakuba;
- lata 30. XX wieku – znajdowało się tutaj polowe lotnisko wojskowe na którym stacjonowała 23 eskadra obserwacyjna Grupy Operacyjnej „Bielsko” Armii „Kraków”.

W latach 1954–1957 wieś była siedzibą gromady Palczowice, po jej zniesieniu w gromadzie Zator. W latach 1975–1998 wieś administracyjnie należała do województwa bielskiego.

## Zabytki

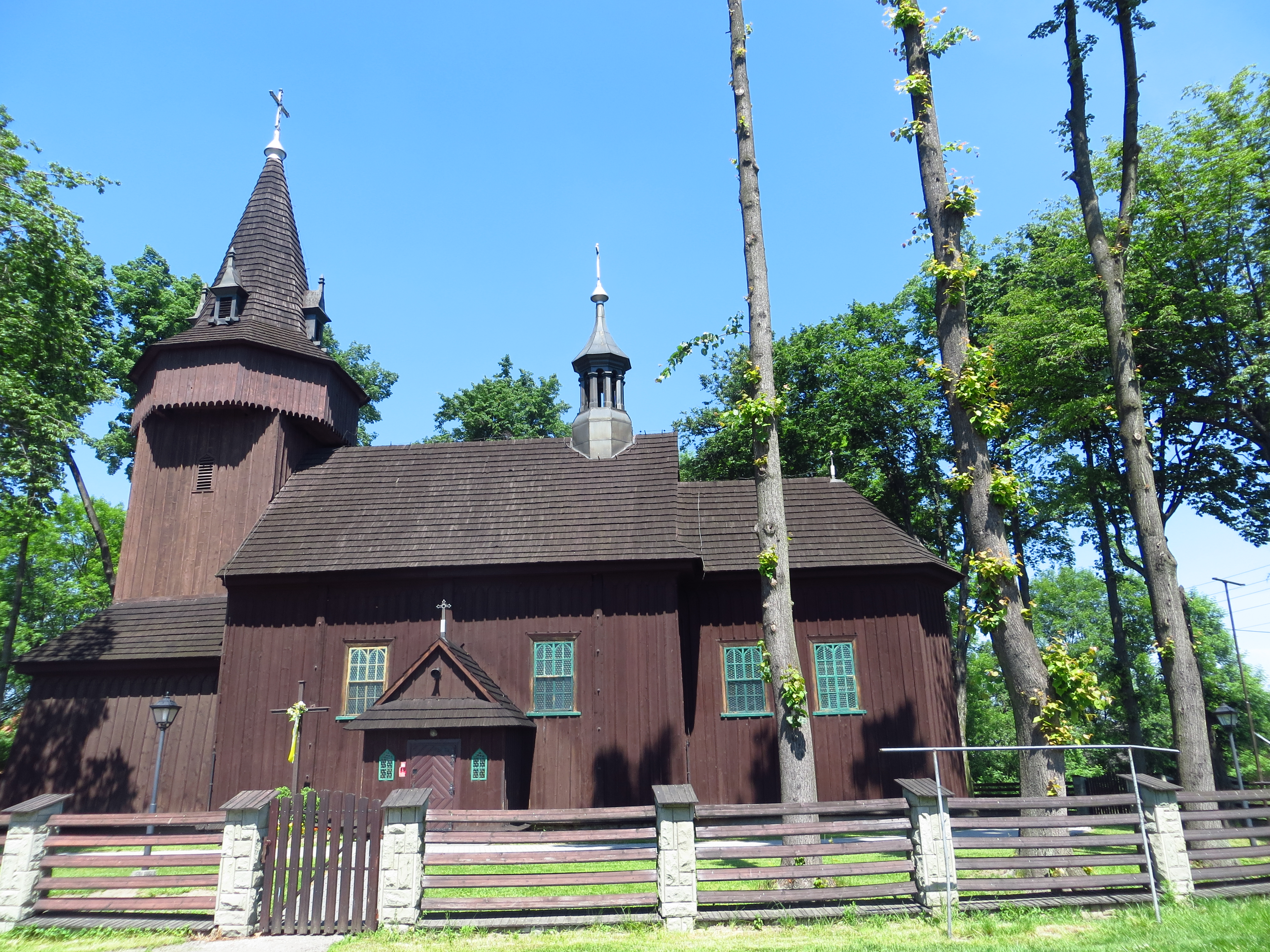
Zabytkowy, drewniany kościół parafialny pw. św. Jakuba Apostoła

Obiektem wpisanym do rejestru zabytków nieruchomych województwa małopolskiego jest Kościół drewniany pw. św. Jakuba Apostoła, zbudowany w 1894 roku, na miejscu wcześniejszego jodłowego kościoła z 1498 roku. Wyposażenie kościoła pochodzi z XVII i XVIII wieku.
Innym zabytkiem jest Pomnik Grunwaldu.